# Террористические акты в Израиле (2022)
Террористические акты в Израиле (2022) — преступления, совершённые 22, 27 и 29 марта, 7 апреля и 5 мая 2022 года в крупнейшем городе Израиля Тель-Авиве и других городах страны, интерпретируемые властями как серия террористических актов. Ответственность за произошедшее берёт на себя Исламское государство.

## Хронология

### Март
- Первый теракт произошёл 22 марта 2022 года в торговом центре города Беэр-Шева. В тот день четверо израильтян были убиты, ещё несколько получили ранения различной степени тяжести, в результате нападения с ножом. Преступление совершил имеющий израильский паспорт житель арабской деревни Хура, который ранее отбывал тюремный срок за участие в террористической организации. Преступник был нейтрализован на месте происшествия. Огонь по террористу открыл прохожий, в результате чего террорист скончался от полученных ранений[3].
- Второй теракт произошёл в городе Хадера 27 марта 2022 года. Двое неизвестных открыли стрельбу из автоматов, в результате которой два израильтянина погибли и ещё шестеро получили ранения. Помимо этого, преступники открыли огонь по прибывшим на место происшествия сотрудникам полиции, в результате чего один из них получил ранения. В итоге террористы были ликвидированы[4].
- Третий теракт произошёл 29 марта 2022 года в городе Бней-Брак, который является пригородом Тель-Авива. Стрельбу из винтовки М16 открыл 20-летний палестинец (который позже был ликвидирован), ранее отбывавший срок за террористическую деятельность, и его сообщник, которого в итоге задержали[5]. Жертвами нападения стали 5 человек — все они погибли[6].

### Апрель
- Четвёртый теракт произошёл 7 апреля 2022 года в крупнейшем городе Израиля Тель-Авиве. Тогда двое неизвестных открыли хаотичную стрельбу по людям, в результате которой, по некоторым данным, пострадало до 16 человек, ещё двое были убиты. Одного из террористов ранили полицейские, позже он был нейтрализован[7]. Второй скрывался в одном из домов, откуда вёл огонь по правоохранителям[8].

### Май
- Пятый теракт произошёл 5 мая 2022 года в городе Эльад. По данным СМИ, нападавших было двое. Один из них был с огнестрельным оружием, второй — с топором или большим ножом. В результате теракта погибло 3 человека, ещё 9 получили ранения[9]. Преступление произошло в то время, как израильтяне праздновали главный государственный праздник – День независимости Израиля, отмечаемый ежегодно 5 мая в память о провозглашении Государства Израиль в 1948 году[10].